# 石川県道133号石崎港線
石川県道133号石崎港線（いしかわけんどう133ごう いしざきこうせん）は、石川県七尾市にある一般県道（石川県道）である。

## 概要
起点から、西に720m進むと終点に至る。

### 路線データ
- 起点：石川県七尾市石崎町ハ98番3地先（＝石崎港）
- 終点：石川県七尾市石崎町レ49番1地先（＝石川県道1号七尾輪島線交点）

## 歴史
- 1960年（昭和35年）10月15日：路線認定。

## 地理

### 交差する道路
- 石川県道1号七尾輪島線（七尾市石崎町・石崎口交差点：終点）